# Fulvetta formosana
La fulveta de Formosa (Fulvetta formosana) es una especie de ave paseriforme de la familia Sylviidae endémica de Taiwán.

## Descripción
La fulveta de Formosa mide alrededor de 11 cm de largo. El plumaje de su cabeza, pecho, manto y cola es principalmente de color pardo grisáceo, que contrasta con el color canela anaranjado de sus alas, flancos y obispillo. Su vientre es gris. Presenta largas listas pileales laterales pardas y su garganta está salpicada por vetas blanquecinas y pardas. Sus plumas primarias tienen los bordes blancos y negros lo que le dan un aspecto listado a sus alas. Presenta un fino aro blanco alrededor de los ojos y su iris es amarillento. Su pico es grisáceo y puntiagudo.

## Distribución y hábitat
Se encuentra únicamente en los bosques de las regiones montañosas de la isla de Formosa.

## Taxonomía
Anteriormente se consideraba una subespecie de la fulveta encapuchada (F. cinereiceps). Como otras fulvetas típicas estuvo catalogada bastante tiempo en la familia Timaliidae dentro del género Alcippe.